# Tritoniopsis
Tritoniopsis is een geslacht van zeenaaktslakken (Nudibranchia) uit de familie Tritoniidae.

## Soorten
- Tritoniopsis alba (Baba, 1949)
- Tritoniopsis brucei Eliot, 1905
- Tritoniopsis cincta (Pruvot-Fol, 1937)
- Tritoniopsis elegans (Audouin, 1826)
- Tritoniopsis frydis Er. Marcus & Ev. Marcus, 1970